# Pierre-Rudolph Mayard
Pierre-Rudolph Mayard est un joueur de football (soccer) canadien d'origine haïtienne né le 21 février 1988 à Laval au Québec. Il évolue au poste de milieu de terrain avec l'AS Blainville.

## Carrière
Mayard a passé ses années d'apprentissage dans la Ligue de soccer élite du Québec, principalement au club Élite Montréal-Concordia. Il a participé au Championnat canadien des clubs en 2002 (en U-14) et en 2003 (en U-16), remportant le bronze à chaque fois. Il a été sélectionné dans les équipes du Québec dans les catégories de U-15 à U-18, participant entre autres aux Jeux du Canada de 2005. Il a aussi été sélectionné dans l'équipe du Canada de 2004 à 2008, dans les catégories U-17 et U-20, participant aux Jeux de la Francophonie 2005 et aux qualifications pour la Coupe du monde des moins de 17 ans de 2005.
En 2007 il a signé avec l'Attak de Trois-Rivières en CSL, mais il manque toute la saison à cause d'une blessure. L'année suivante il a marqué 8 buts en 16 parties.
Le 27 février 2009 il a signé son premier contrat professionnel pour une durée de deux ans avec l'Impact en USL. Début 2010, il est prêté 5 mois au Charleston Battery en seconde division de l'USL avant de retrouver Montréal en USSF D2 Pro League pour la seconde partie de la saison et de voir son contrat prolongé de 1 an.
À la suite du camp d'essai pour la MLS, il est libéré par l'Impact en octobre 2011.
En janvier 2013, il signe au VPS Vaasa en  Finlande après un essai. On le retrouve finalement en Première ligue de soccer du Québec où il réalise de grosses performances. 

### En équipe nationale
Il a joué pour l'équipe nationale canadienne pour les niveaux U-17 et U-20.

## Palmarès
- Vainqueur des jeux du Canada avec la sélection du Québec U15 en 2005.
- Vainqueur de l'Adidas Cup avec la sélection du Québec U18 en.
- Vainqueur de l'Open Canada Cup en 2007 avec Trois Rivières.

## Famille
Son frère Josué Mayard a joué pour l'équipe nationale haïtienne et un autre frère Elkana Mayard a joué pour l'Impact en 2009.